# Hoodrich Pablo Juan
Стерлинг Пенникс (англ. Sterling Pennix; 28 октября 1988), более известный как Hoodrich Pablo Juan — американский рэпер. Наиболее известен своей песней «We Don't Luv Em».

## Карьера
Пенникс начал свою карьеру в 2014 году после того, как он выпустил песню под названием «Go Get Money» и совместную песню с Peewee Longway под названием «African Diamonds». Он выпустил серию микстейпов в период с 2015 по 2017 год, а позже был подписан на лейбл Gucci Mane 1017 Records. Он привлёк внимание своим треком «We Don't Luv Em».

## Дискография

### Студийные альбомы
| Название         | Детали альбома                                                                                   |
| ---------------- | ------------------------------------------------------------------------------------------------ |
| Designer Drugz 3 | - Выпущен: 6 октября 2017 - Лейблы: MPR, Hoodrich, Empire - Форматы: Цифровая загрузка, стриминг |
| DMV              | - Выпущен: 1 ноября 2019 - Лейбл: MPR, 1017, Alamo - Форматы: Цифровая загрузка, стриминг        |

### Микстейпы
| Название                                               | Детали микстейпа                                                                          | Высшая позиция в чарте |
| Название                                               | Детали микстейпа                                                                          | US Sound               |
| ------------------------------------------------------ | ----------------------------------------------------------------------------------------- | ---------------------- |
| Designer Drugz                                         | - Выпущен: 24 марта 2015 - Лейбл: Hoodrich - Форматы: Цифровая загрузка, стриминг         | —                      |
| Million Dollar Plugs (совместно с Jose Guapo)          | - Выпущен: 7 мая 2015 - Лейблы: MPR, Hoodrich - Форматы: Цифровая загрузка, стриминг      | —                      |
| Mony Powr Rspt: Designer Drugz Edition                 | - Выпущен: 7 мая 2015 - Лейбл: MPR - Форматы: Цифровая загрузка, стриминг                 | —                      |
| Auto Juan                                              | - Выпущен: 1 сентября 2015 - Лейблы: MPR, Hoodrich - Форматы: Цифровая загрузка, стриминг | —                      |
| P.S.C.: Da Grand Hussle (совместно с Johnny Cinco)     | - Выпущен: 14 сентября 2015 - Лейбл: MPR - Форматы: Цифровая загрузка, стриминг           | —                      |
| 15                                                     | - Выпущен: 27 января 2016 - Лейблы: MPR, Hoodrich - Форматы: Цифровая загрузка, стриминг  | —                      |
| Designer Drugz 2                                       | - Выпущен: 8 апреля 2016 - Лейбл: Hoodrich - Форматы: Цифровая загрузка, стриминг         | —                      |
| Mony Powr Rspt World (совместно с Drugrixh Peso)       | - Выпущен: 17 августа 2016 - Лейблы: MPR, Hoodrich - Форматы: Цифровая загрузка, стриминг | —                      |
| Master Sensei                                          | - Выпущен: 18 августа 2016 - Лейблы: MPR, Hoodrich - Форматы: Цифровая загрузка, стриминг | —                      |
| Million Dollar Plugs 2 (совместно с Jose Guapo)        | - Выпущен: 27 ноябрь 2016 - Лейблы: MPR, Hoodrich - Форматы: Цифровая загрузка, стриминг  | —                      |
| Mony Powr Rspt World Rules (совместно с Drugrixh Peso) | - Выпущен: 9 апреля 2017 - Лейблы: MPR, Hoodrich - Форматы: цифровая загрузка, стриминг   | —                      |
| Hoodwolf (совместно с Danny Wolf)                      | - Выпущен: 5 мая 2017 - Лейблы: MPR, Hoodrich - Форматы: Цифровая загрузка, стриминг      | —                      |
| Dirty Money Power Respect (совместно с Blacc Zacc)     | - Выпущен: 2 августа 2017 - Лейбл: 916% - Форматы: Цифровая загрузка, стриминг            | —                      |
| Rich Hood                                              | - Выпущен: 5 января 2018 - Лейбл: 916% - Форматы: Цифровая загрузка, стриминг             | —                      |
| Hoodwolf 2 (совместно с Danny Wolf)                    | - Выпущен: 20 июля 2018 - Лейблы: 1017, Alamo - Форматы: цифровая загрузка, стриминг      | —                      |
| BLO: The Movie                                         | - Выпущен: 3 мая 2019 - Лейблы: MPR, 1017, Alamo - Форматы: Цифровая загрузка, стриминг   | 13                     |
| Hood Champ                                             | - Выпущен: 22 мая 2020 - Лейблы: MPR, Empire - Форматы: Цифровая загрузка, стриминг       | —                      |

### Мини-альбомы
| Название                                      | Детали                                                                                          |
| --------------------------------------------- | ----------------------------------------------------------------------------------------------- |
| Guerilla Warfare                              | - Выпущен: 1 сентября 2015 - Лейблы: MPR, Hoodrich - Форматы: Цифровая загрузка, стриминг       |
| Poppi Seed Connect (совместно с Johnny Cinco) | - Выпущен: 2 сентября 2015 - Лейбл: BMM - Форматы: Цифровая загрузка, стриминг                  |
| South Dark (совместно с Kenny Beats)          | - Выпущен: 8 августа 2017 - Лейбл: D.O.T.S - Форматы: Цифровая загрузка, стриминг               |
| The Matrix (совместно с Brodinski)            | - Выпущен: 23 февраля 2018 - Лейблы: Broyal, MPR, Empire - Форматы: Цифровая загпузка, стриминг |

### Синглы

#### Как главный исполнитель
| Название                                                        | Год  | Альбом                     |
| --------------------------------------------------------------- | ---- | -------------------------- |
| "From the Hood"                                                 | 2016 | Master Sensei              |
| "Clean Lean"                                                    | 2016 | Master Sensei              |
| "I Can" (совместно с Migos)                                     | 2017 | Non-album singles          |
| "Diamond Dance" (при участии Famous Dex и Rich the Kid)         | 2017 | Non-album singles          |
| "I Used To" (with Drugrixh Peso)                                | 2017 | Mony Powr Rspt World Rules |
| "Buss Down" (совместно с Drugrixh Peso)                         | 2017 | Mony Powr Rspt World Rules |
| "Zambamafoo" (совместно с Lil Uzi Vert или ремикс с Lil Yachty) | 2017 | Designer Drugz 3           |
| "Back and Forth" (совместно с Gunna)                            | 2017 | Non-album single           |
| "We Don't Luv Em" (сольно или при участии Gucci Mane)           | 2018 | Designer Drugz 3           |
| "Screaming Slatt" (при участии Янг Тага)                        | 2019 | BLO: The Movie             |
| "Shoebox" (совместно с Gucci Mane при участии Nav)              | 2019 | BLO: The Movie             |
| "Can't Fall N Luv" (при участии Smooky MarGielaa)               | 2019 | BLO: The Movie             |
| "Slang Dope"                                                    | 2019 | BLO: The Movie             |
| "Honey's Kettle" (совместно с Kizaru)                           | 2020 | Born to Trap               |

#### Как гостевой исполнитель
| Название                                                                                  | Год  | Альбом                                  |
| ----------------------------------------------------------------------------------------- | ---- | --------------------------------------- |
| "Trap Dab Freestyle" (Migos при участии Peewee Longway, Jose Guapo и Hoodrich Pablo Juan) | 2014 | Designer Drugz and Million Dollar Plugs |
| "Almighty" (Gunna при участии Hoodrich Pablo Juan)                                        | 2018 | Drip Season 3                           |
| "Boss Bitch" (Lil Baby при участии Hoodrich Pablo Juan)                                   | 2018 | Harder Than Ever                        |